# Ruth Mönch
Ruth Mönch, verehelichte Ruth Seiler (* 8. Oktober 1926 in Stuttgart; † 19. November 2000 ebenda), war eine deutsche Schauspielerin, Sängerin und Moderatorin. 

## Leben
Ruth Mönch begann mit 19 Jahren als Schauspielerin beim Stuttgarter Lustspiel- und Operettentheater. Hier spielte sie zum Beispiel in der Operette „Schwarzwaldmädel“.
Danach war sie freie Mitarbeiterin bei den damaligen Sendern Süddeutscher Rundfunk und Südwestfunk und dem späteren Südwestrundfunk. Einem größeren Publikum wurde sie durch die Radiosendungen „Südfunklotterie“, „Frühschoppen“ und „Musik auf dem Laufsteg“, später „Volksmusik-Hitparade“ und „Sie wünschen, wir spielen“ bekannt. Sie wirkte auch bei mehreren Hörspielen für die „Schwäbische Stunde“ mit.
1969 übernahm sie zusammen mit ihrem Mann Willy Seiler die Moderation der Fernsehsendung „Im Krug zum Grünen Kranze“ beim Saarländischen Rundfunk, die in der Folgezeit mehr als 500-mal über den Bildschirm ging. Auch in der Fernsehserie „Deutschland deine Schwaben“ und in zwei Folgen der Fernsehreihe Tatort wirkte sie mit.
Neben ihrer Moderatorentätigkeit war sie weiterhin als Schauspielerin tätig. So stand sie bis kurz vor ihrem Tod noch auf der Bühne des Volkstheaters „Mäulesmühle“ im Siebenmühlental bei Leinfelden-Echterdingen, bei der unter anderem auch „Hannes und der Bürgermeister“ auftraten.

## Persönliches
Sie war verheiratet mit dem Tenor Günter Steingräber. In zweiter Ehe war sie verheiratet mit ihrem Kollegen Willy Seiler und hatte zwei Söhne. Ihr Sohn Wolfgang (* 5. Januar 1961 in Stuttgart) ist heute ein bekannter Rundfunkmoderator beim Südwestrundfunk.
Ruth Mönch nahm allein und mit ihrem Mann Willy Seiler zahlreiche Schallplatten mit meist volkstümlichen Liedern auf. Einige ihrer Titel werden bis heute in den Wunschkonzerten des Südwestrundfunks gespielt. Am 19. November 2000 verstarb sie in ihrer Geburtsstadt Stuttgart im Alter von 74 Jahren.

## Filmografie
- Tatort (Fernsehreihe)
  - 1972: Kennwort Fähre
  - 1987: Eine Million Mäuse

## Diskografie
- 1978 Herzlichst

## Erfolgstitel
- Immer nur Schatz und Schätzle
- Schwabenland Polka
- Sie wünschen – wir spielen
- Was soll i bloß heut wieder koche
- Der Zipperle Tanz
- Vögele im Tannenwald
- Wo a grüner Besa winkt
- … und am Montag, da ist Blautag
- … schüttets über mi na
- En d'r guate alte Zeit